# Draai van de Kaai
De Draai van de Kaai is een Nederlands wielercriterium in Roosendaal dat op de tweede maandag na de Ronde van Frankrijk wordt gehouden. Het werd voor het eerst georganiseerd in 1980. Sinds 2001 is er ook een wedstrijd voor vrouwen. Daarnaast is er ook nog een koers voor nieuwelingen, amateurs en een Dikke Banden Race.

## Geschiedenis
Al in de jaren 70 bestond er in Roosendaal een zogeheten 'volkswielerronde', omdat dit evenement een succes was besloten zes ondernemers om hiernaast een profcriterium te organiseren. Op 4 augustus 1980 vond de eerste editie van de 'Draai van de Kaai' plaats, deze naam was bedacht door Nel Timmers. Aan de start stond Joop Zoetemelk die dat jaar de Ronde van Frankrijk had gewonnen, maar ook andere grote namen als Jan Raas, Hennie Kuiper en Francesco Moser. Bert Oosterbosch zou uiteindelijk deze eerste editie winnen.
Naast dat de Draai van de Kaai een criterium is kent het ook een entertainmentprogramma waar veel bekende (Nederlandstalige) artiesten optreden.

## Parcours
Het parcours is in de loop van de jaren een aantal keer veranderd. Het huidige parcours is ongeveer twee kilometer lang en de start en finish zijn op de Kade. Na de start op de Kade rijden de renners door de Wethouder Lanenstraat, Titus Brandmastraat, Frans Halslaan, Jan Vermeerlaan en de Burgemeester Freijterslaan, alvorens ze weer terug op de kade komen. 

## Winnaars profcriterium (mannen)
- 2024 -  Biniam Girmay
- 2023 -  Jasper Philipsen
- 2022 -  Wout van Aert
- 2019 -  Mathieu van der Poel
- 2018 -  Piotr Havik
- 2017 -  Tim Merlier
- 2016 -  Jarlinson Pantano
- 2015 -  Nairo Quintana
- 2014 -  Marcel Kittel
- 2013 -  Nairo Quintana
- 2012 -  Alejandro Valverde
- 2011 -  Samuel Sánchez
- 2010 -  Andy Schleck
- 2009 -  Mark Cavendish
- 2008 -  Thomas Dekker
- 2007 -  Alberto Contador
- 2006 -  Óscar Freire
- 2005 -  Ivan Basso
- 2004 -  Tom Boonen
- 2003 -  Aleksandr Vinokoerov
- 2002 -  Michael Boogerd
- 2001 -  Laurent Jalabert
- 2000 -  Richard Virenque
- 1999 -  Lance Armstrong
- 1998 -  Michael Boogerd
- 1997 -  Erik Zabel
- 1996 -  Jeroen Blijlevens
- 1995 -  Jeroen Blijlevens

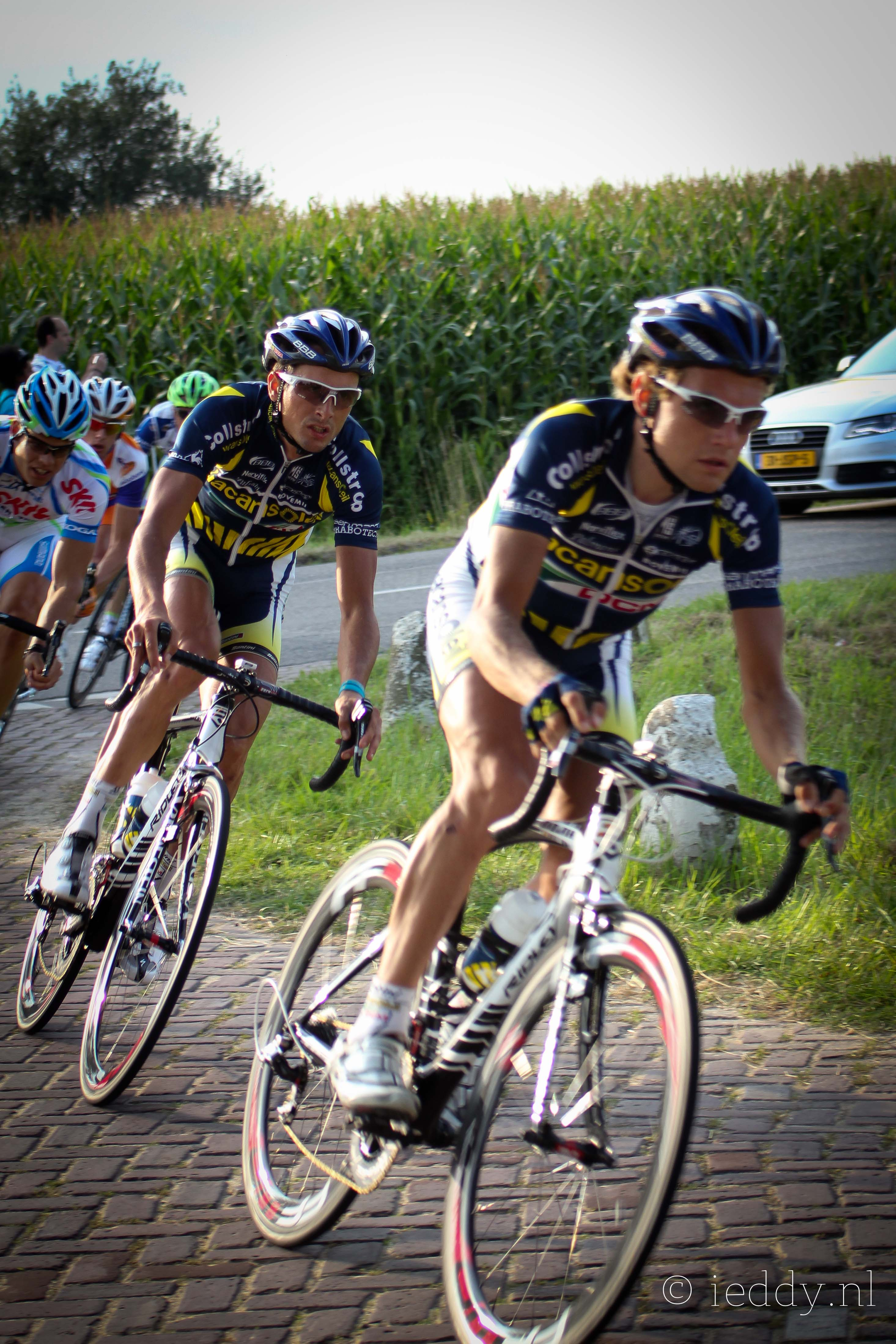
Rob Ruijgh en Johnny Hoogerland in 2011.

- 1994 -  Djamolidin Abdoesjaparov
- 1993 -  Mario Cipollini
- 1992 -  Tristan Hoffman
- 1991 -  Claudio Chiappucci
- 1990 -  Erik Breukink
- 1989 -  Phil Anderson
- 1988 -  Steven Rooks
- 1987 -  Jos Lammertink
- 1986 -  Johan van der Velde
- 1985 -  Joop Zoetemelk
- 1984 -  Adrie van der Poel
- 1983 -  Frits Pirard
- 1982 -  Adri van Houwelingen
- 1981 -  Gerrie Knetemann
- 1980 -  Bert Oosterbosch

## Vrouwen

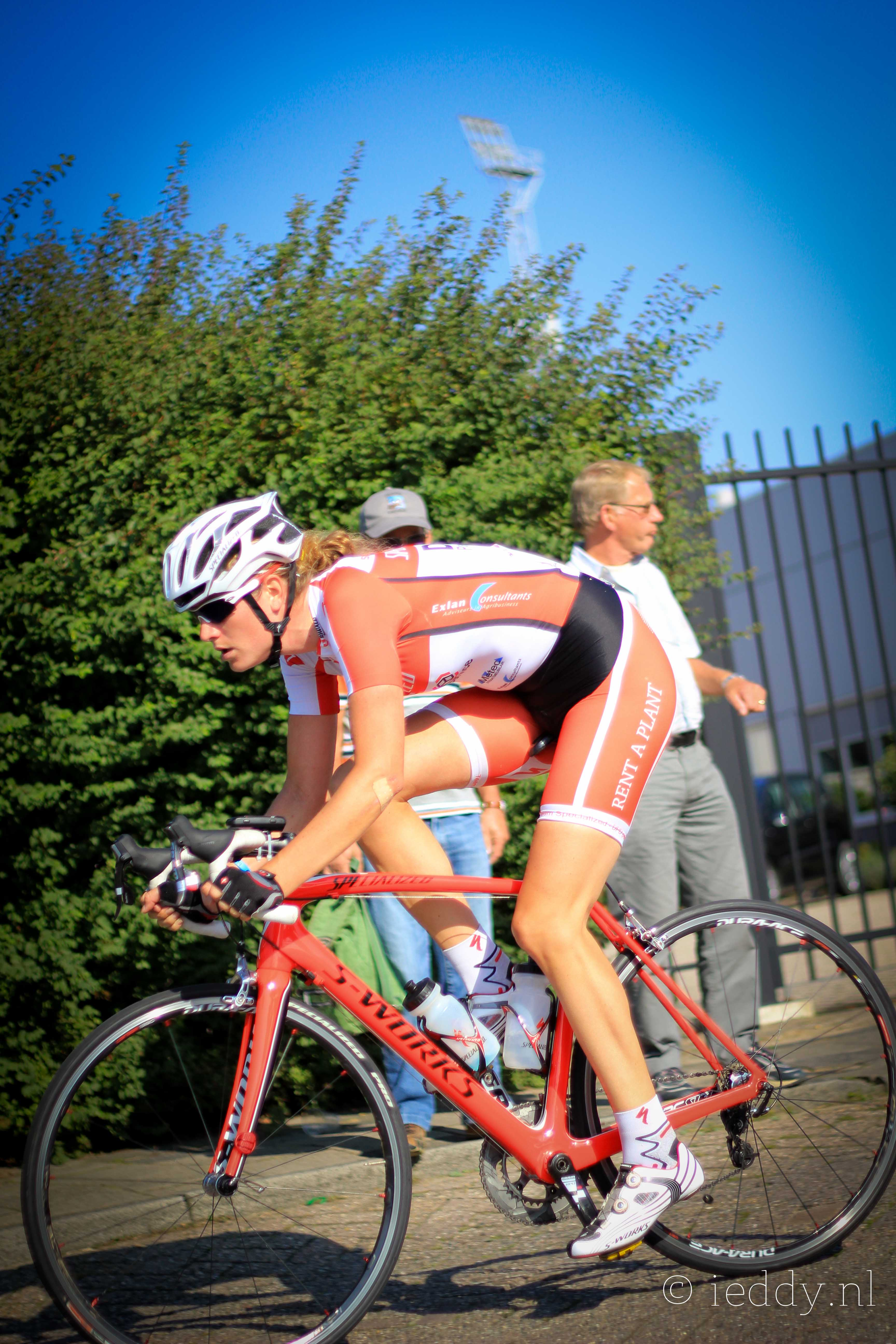
Winnares Vera Koedooder in 2011.

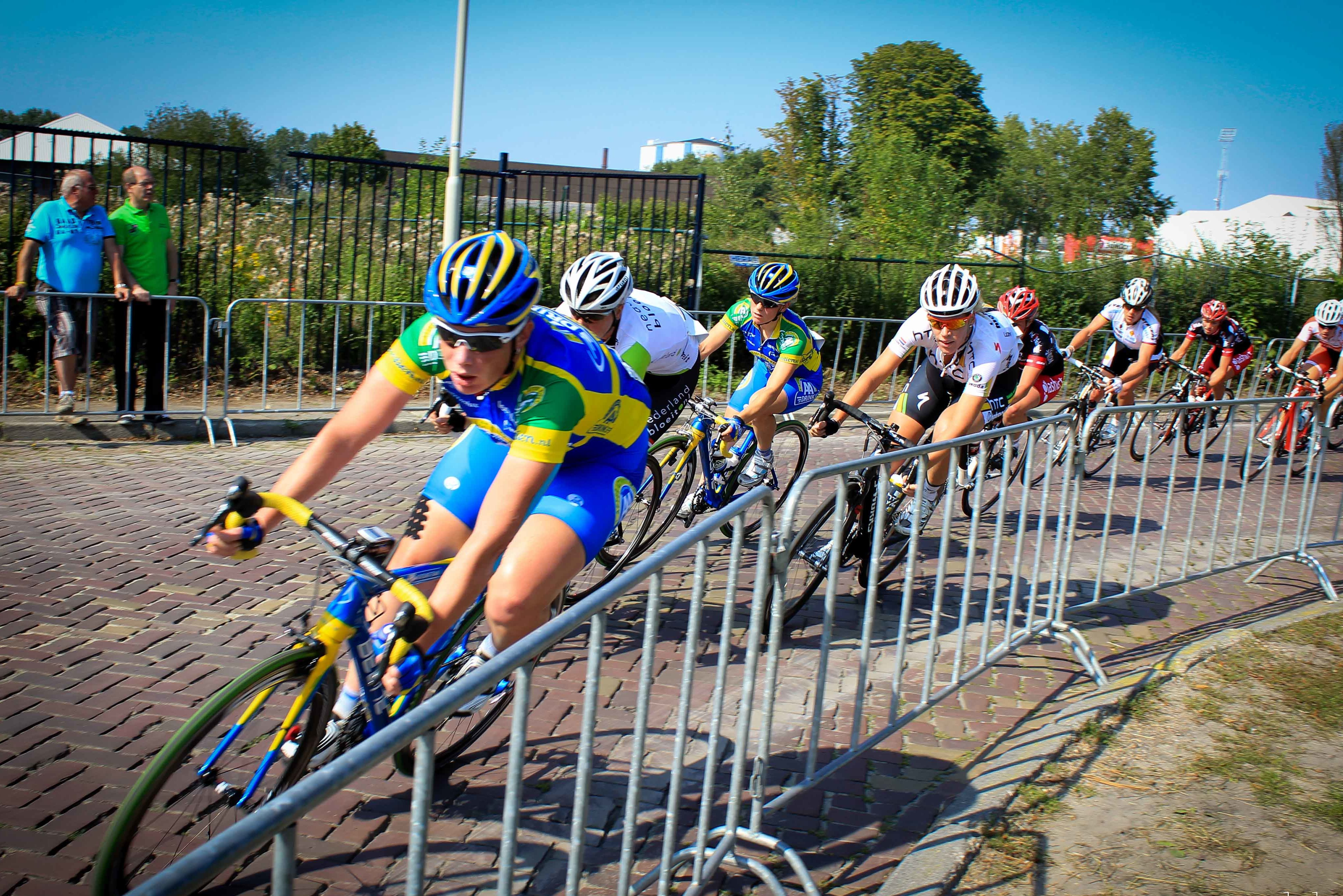
Draai van de Kaai (2011) met Kirsten Wild en Ellen van Dijk.

| Editie | 1e                   | 2e                          | 3e                 |
| ------ | -------------------- | --------------------------- | ------------------ |
| 2024   | Mischa Bredewold     | Chantal van den Broek-Blaak | Sanne Cant         |
| 2023   | Marianne Vos         | Yara Kastelijn              | Thalita de Jong    |
| 2022   | Annemiek van Vleuten | Marianne Vos                | Shirin van Anrooij |
| 2019   | Lucinda Brand        | Annemiek van Vleuten        | Thalita de Jong    |
| 2018   | Jeanne Korevaar      | Chantal Blaak               | Nina Kessler       |
| 2017   | Sophie de Boer       | Annemiek van Vleuten        | Nina Kessler       |
| 2016   | Valentina Scandolara | Amy Pieters                 | Lucinda Brand      |
| 2015   | Lucinda Brand        | Valentina Scandolara        | Amy Pieters        |
| 2014   | Valentina Scandolara | Anna van der Breggen        | Marianne Vos       |
| 2013   | Valentina Scandolara | Emma Johansson              | Vera Koedooder     |
| 2012   | Iris Slappendel      | Lucinda Brand               | Thalita de Jong    |
| 2011   | Vera Koedooder       | Loes Gunnewijk              | Marianne Vos       |
| 2010   | Marianne Vos         | Ellen van Dijk              | Hanka Kupfernagel  |
| 2009   | Marianne Vos         | Suzanne de Goede            | Chloe Hosking      |
| 2008   | Christina Becker     | Suzanne de Goede            | Andrea Bosman      |
| 2007   | Marianne Vos         | Sissy van Alebeek           | Suzanne de Goede   |
| 2006   | Marianne Vos         | Ellen van Dijk              | Sissy van Alebeek  |
| 2005   | Mirjam Melchers      | Chantal Beltman             | Sissy van Alebeek  |
| 2004   | Mirjam Melchers      | Leontien van Moorsel        | Debby Mansveld     |
| 2003   | Sissy van Alebeek    | Sandra Missbach             | Corine Hierckens   |
| 2002   | Sandra Missbach      | Inge Klep                   |                    |
| 2001   | Leontien van Moorsel | Sandra Missbach             | Debby Mansveld     |

## Bestuur
| Functie        | Taken                           | Naam                 |
| -------------- | ------------------------------- | -------------------- |
| Voorzitter     | Algemeen bestuur en sponsoring  | Cor Verbogt          |
| Vicevoorzitter | Wielerzaken                     | Wil Buurstee         |
| Secretaris     | Algemeen bestuur                |                      |
| Penningmeester | Financiën                       | Erwin Broeren        |
| Bestuurslid    | Veiligheid & Vergunningen       | Carlo Dielemans      |
| Bestuurslid    | Partners                        | Wiebe Keverkamp      |
| Bestuurslid    | Facilitair en Entertainment     | Joost van Oosterhout |
| Bestuurslid    | Personeel                       | Daniël Mathon        |
| Bestuurslid    | Algemene Zaken                  | Ruud van Osta        |
| Bestuurslid    | PR & Communicatie+ Secretariaat | Frans Witteveen      |